# Live from New York City, 1967
Pour les articles homonymes, voir Live in New York.
Albums de Simon et Garfunkel
The Columbia Studio Recordings (1964-1970)
(2001) The Essential Simon and Garfunkel
(2003)
Live from New York City, 1967 est un album live de Simon et Garfunkel, enregistré début 1967 au Philharmonic Hall du Lincoln Center de New York. Il inclut deux titres rares : You Don't Know Where Your Interest Lies, uniquement sorti en face B du single Fakin' It, et A Church Is Burning, enregistrée en 1965 par Paul Simon sur son album solo The Paul Simon Songbook.

## Titres
Toutes les chansons sont de Paul Simon, sauf indication contraire.
| No  | Titre                                        | Auteur                        | Durée |
| --- | -------------------------------------------- | ----------------------------- | ----- |
| 1.  | He Was My Brother                            |                               | 3:21  |
| 2.  | Leaves That Are Green                        |                               | 2:57  |
| 3.  | Sparrow                                      |                               | 3:06  |
| 4.  | Homeward Bound                               |                               | 2:39  |
| 5.  | You Don't Know Where Your Interest Lies      |                               | 2:06  |
| 6.  | A Most Peculiar Man                          |                               | 2:59  |
| 7.  | The 59th Street Bridge Song (Feelin' Groovy) |                               | 1:49  |
| 8.  | The Dangling Conversation                    |                               | 3:01  |
| 9.  | Richard Cory                                 |                               | 3:23  |
| 10. | A Hazy Shade of Winter                       |                               | 2:37  |
| 11. | Benedictus                                   | trad., arr. Simon & Garfunkel | 2:45  |
| 12. | Blessed                                      |                               | 3:45  |
| 13. | A Poem on the Underground Wall               |                               | 4:45  |
| 14. | Anji                                         | Graham                        | 2:28  |
| 15. | I Am a Rock                                  |                               | 2:57  |
| 16. | The Sound of Silence                         |                               | 3:25  |
| 17. | For Emily, Whenever I May Find Her           |                               | 2:40  |
| 18. | A Church Is Burning                          |                               | 3:43  |
| 19. | Wednesday Morning, 3 A.M.                    |                               | 3:35  |

## Musiciens
- Paul Simon : chant, guitare acoustique
- Art Garfunkel : chant